# Сърбомакедонски комитет
Сърбомакедонският комитет е сръбска националистическа организация. Създадена е по инициатива на Никола Пашич в 1905 година. Организацията е щедро финансирана от белградското правителство, а Министерството на външните работи я ръководи пряко. Сърбомакедонският комитет се занимава с организиране, въоръжаване и изпращане на сръбски чети в Македония.